# Vouneuil-sous-Biard
Vouneuil-sous-Biard är en kommun i departementet Vienne i regionen Nouvelle-Aquitaine i västra Frankrike. Kommunen ligger i kantonen Poitiers 5e Canton som tillhör arrondissementet Poitiers. År 2022 hade Vouneuil-sous-Biard 6 245 invånare.

## Befolkningsutveckling
Antalet invånare i kommunen Vouneuil-sous-Biard
| Referens: INSEE |